# Guasave
Guasave é um município do estado de Sinaloa, no México.